# Каяндер, Николай Николаевич
 Николай Николаевич Каяндер  (1851—1896) — русский химик.

## Биография
Родился в 1851 году. В 1875 году окончил курс наук в Санкт-Петербургском университете по физико-математическому факультету со степенью кандидата. В том же году назначен сверхштатным лаборантом химической лаборатории того же университета.
В 1877 году утвержден в должности штатного лаборанта той же лаборатории. В 1879 году перешёл на ту же должность в университет Святого Владимира. В 1881 году после защиты диссертации на тему «К вопросу о скорости химических реакций» утвержден в звании приват-доцента по химии.
Изучая скорость растворения магния в кислотах, Каяндер показал, что она зависит от природы кислот и присутствия нейтральных солей, прямо пропорциональна температуре и обратно пропорциональна внутреннему трению раствора.
В 1881 пришёл к выводу, что растворенные вещества распадаются на составные части, то есть по существу предвосхитил основное положение теории электролитической диссоциации. В должности приват-доцента читал лекции теоретической химии в течение всего 1883 года. В 1884 году оставил службу по Министерству народного просвещения.
Скончался в 1896 году.